# Hughie Jennings
Hugh „Hughie“ Ambrose Jennings (* 2. April 1869 in Pittston, Pennsylvania; † 1. Februar 1928 in Scranton, Pennsylvania) war ein US-amerikanischer Baseballspieler und -manager in der Major League Baseball (MLB). Sein Spitzname war Ee-Yah.

## Biografie
Jennings begann seine Karriere als professioneller Baseballspieler am 1. Juni 1891 bei den Louisville Colonels in der American Association. Seinen größten Ruhm als Spieler errang der Shortstop dann bei den Baltimore Orioles in der National League. Mit den Orioles gewann er von 1894 bis 1896 dreimal die Meisterschaft in der National League, 1897 den Temple Cup. Gemeinsam mit seinen Teamkollegen Willie Keeler, John McGraw, Joe Kelley und Wilbert Robinson waren sie die Schrecken ihrer Gegner und der Schiedsrichter. Insgesamt 287-mal wurde Jennings von einem Wurf des Pitchers getroffen und führt damit noch heute die Statistik Hit by Pitch an. 1903 beendete er praktisch seine Karriere als Spieler, obwohl er als Manager noch vereinzelt zu Auftritten in der Major League kam.
Nach Stationen als Manager in den Minor Leagues übernahm er 1907 diesen Posten bei den Detroit Tigers. In seinen ersten drei Amtsjahren gewann er dreimal den Titel in der American League, konnte aber keine World Series gewinnen. Obwohl danach kein Titelgewinn mehr folgte, blieb er bis 1920 der Manager der Tigers. Von 1921 bis 1925 arbeitete er noch als Coach und Manager bei den New York Giants. Sein früherer Teamkollege in Baltimore, John McGraw, hatte ihn angeworben. In den ersten vier Jahren gewannen die Giants die Meisterschaft in der National League. Nach einem Nervenzusammenbruch beendete er 1925 seine Karriere.
Charakteristisch an Jennings war seine impulsive Art, sein Tänzeln und herumspringen auf dem Spielfeld. Oft rief er dabei seinen Ee-YaH-Schrei aus, der ihm auch seinen Spitznamen einbrachte. 1928 verstarb Jennings im Alter von 58 Jahren. In die Baseball Hall of Fame wurde er 1945 gewählt.